# Gelacio Mautino Ángeles
Gelacio Lombardo Mautino Ángeles fue un ingeniero, empresario, político y dirigente deportivo peruano. Ocupó el cargo de Alcalde provincial de Huaraz durante dos periodos entre el 2003 y el 2010.
Nació en Huaraz, capital del departamento de Áncash, Perú, el 23 de diciembre de 1955. Hijo de Feliciano Mautino Ramos y María Natividad Ángeles de Mautino. Cursó sus estudios primarios en la Gran Unidad Escolar Toribio de Luzuriaga de su ciudad natal y los secundarios en la Gran Unidad Escolar Pedro A. Labarthe del distrito de La Victoria en la ciudad de Lima. Entre 1977 y 1980 cursó estudios superiores en la Universidad Nacional de Ingeniería en la facultad de Ingeniería Electrónica. En 1980 viajó a la Argentina y estudió en la Universidad Nacional de Cuyo la carrera de Ingeniería Nuclear titulándose en 1984. Trabajó entre 1984 y 1990 como parte del staff de ingenieros del Centro Atómico de Buenos Aires, posteriormente fundará la empresa Argenper dedicada al traslado de correspondencia y dinero entre esos dos países. En 1996, tras su retorno al Perú, incursionó en la dirigencia deportiva siendo presidente del Club Sport Rosario al que le cambió el uniforme adoptando los colores azul y amarillo del Rosario Central.
El año 2002 se presentó como candidato del Movimiento Acción Nacionalista Peruano del cual fue fundador a la alcaldía provincial de Huaraz obteniendo la representación y siendo reelegido en las elecciones del año 2006. Durante su gestión culminó la reconstrucción de Huaraz tras el terremoto de 1970 específicamente la Plaza de Armas y el Centro Cultural de la ciudad. Asimismo, también se le inició un proceso judicial por abuso de autoridad al haber dejado sin efecto el nombramiento de 25 trabajadores en la Municipalidad Provincial de Huaraz. Adicionalmente tenía un proceso judicial en curso por el supuestos delitos de Peculado (iniciado el 2008). El año 2009 había sido absuelto por la Corte Suprema de otra denuncia  por el supuesto delito de Colusión iniciada el 2009. Tentó su reelección en las elecciones 2010 sin éxito. Participó en las elecciones regionales del 2014 para Gobernador Regional de Áncash quedando en cuarto lugar con el 9.487% y en las elecciones generales del 2016 como candidato de Alianza para el Progreso para Congresista por Áncash.
Falleció el 27 de abril de 2016 tras un accidente vehicular en la carretera Pueblo Libre - Pamparomas durante .